# Neue Männer braucht das Land
Neue Männer braucht das Land ist ein Lied der Sängerin Ina Deter aus dem Jahr 1982. Nach offizieller Angabe gilt die Gruppe Ina Deter Band als Interpret. Den Durchbruch schaffte das Lied 1983. Seine Titelzeile wurde anschließend entweder unverändert oder besonders auch als Textgerüst zum Geflügelten Wort.

## Hintergrund
Ina Deter hatte sich zuvor vier Alben lang als Liedermacherin betätigt. Erst in einigen Stücken ihres vierten Albums Aller Anfang sind wir taucht überhaupt ein Schlagzeug auf. Nachdem Ina Deter den Bassisten Micki Meuser und den Gitarristen Manni Holländer kennengelernt und man beschlossen hatte, als Band aufzutreten, veränderte sich die Musik in eine flottere Richtung.
Auslöser für die Entstehung des Liedes Neue Männer braucht das Land war der Name des damals aktuellen Albums Welch ein Land ! – Was für Männer: der Gruppe Extrabreit, den Ina Deter auf einem Plattencover oder Plakat in der Kölner Südstadt erblickte. Sie regte sich über die vermeintlich selbstgerechte Aussage so sehr auf, dass sie ihrerseits eine augenzwinkernde Antwort darauf geben wollte. Text und Komposition stammen wie bei fast allen von Deter veröffentlichten Liedern von ihr selbst.
Eingespielt wurde Neue Männer braucht das Land im Rahmen des gleichnamigen Albums in einem Studio im englischen Dorf Clare (Suffolk). Als Studiomusiker werden genannt: Gitarre: Ina Deter und Steve Carroll; Bass: Micki Meuser; Keyboard: Hitta Thomas und Micki Meuser; Schlagzeug: Frank Jermann. Produzent war Micki Meuser. Im Zeitraum von 1982 bis 1983, der Zeit der starken Medienrezeption, hingegen setzte sich die Ina Deter Band neben Deter als Frontfrau und Gitarristin aus den Musikern Manni Holländer (Gitarre), Micki Meuser (Bass), George Kochbeck (Keyboard) und (bei den Fernsehauftritten im Sommer 1983) Roberto Cinzano (Schlagzeug) zusammen.
Die Single erschien bei der Plattenfirma Phonogram. Auf dem düster in schwarz, grau und pink gehaltenen Plattencover schaut die Interpretin den Betrachter  durch einen Bauzaun hindurch an. Die B-Seite besteht aus einem Lied namens Der Eislöffel.

## Beschreibung
Die Zuordnung zu einem Genre ist unklar. Am ehesten kann das Lied sowie Ina Deters grundsätzliches Schaffen in den 1980er Jahren als Pop-Rock eingeschätzt werden. Speziell das Lied Neue Männer braucht das Land war aber auch von der Neuen Deutschen Welle überlagert.
Von der Komposition her reihen sich hauptsächlich die Strophen, der Refrain und Abschnitte mit einer markanten Synthesizer-Melodie aneinander. Inhaltlich geht es darum, dass die Protagonistin auf verschiedene spektakuläre Weisen verzweifelt einen passenden Mann für sich sucht. Zum Beispiel kratzt sie ihren Wunsch in Baumrinde, verteilt ihn auf Flugblättern und plant, ihn als Neon-Leuchtschrift anzubringen. Des Weiteren ist auch die Zeile „Wenn du so bist wie dein Lachen“ eingebaut; sie ist der Titel des Liedes, mit dem Deter 1976 bei Ein Lied für Den Haag angetreten war, der Vorausscheidung zum Eurovision Song Contest.
Im Refrain „Ich sprüh’s auf jede Wand – neue Männer braucht das Land“ wird zwischen den Wörtern „jede“ und „Wand“ jodelartig von Brust- auf Kopfstimme umgesprungen.
Bei Live-Auftritten wandelte Deter den Text mitunter ab; so hieß es teilweise „hab' die Männer manchmal ganz satt“ statt „hab' die Männer noch nicht ganz satt“, oder zum Schluss „tolle Frauen hat das Land“ statt der Titelzeile. In den Konzerten hielt sie das Mikrofon zusätzlich ins Publikum und ließ die Fans äußern, welche Forderungen diese am liebsten „auf die Wand sprühen“ würden.

## Erfolg
Obwohl 1982 veröffentlicht und bereits auf einigen Musiksamplern enthalten, gelangte die Single erst Ende Juni 1983 in die deutschen Charts, hielt sich darin zwar 14 Wochen lang, kam jedoch über Platz 22 nicht hinaus. Parallel dazu kletterte allerdings das Album bis auf Platz 13 und verblieb insgesamt 19 Wochen in den Charts.
Im Juli 1983 präsentierte Ina Deter das Lied in der damals sehr öffentlichkeitswirksamen ZDF-Hitparade. Weit hinter Codo (DÖF) und Comment ça va (The Shorts), aber vor dem später noch populäreren Wahnsinn (Wolfgang Petry), erreichte sie den dritten Rang, wodurch sie im August außer Wertung noch einmal auftreten durfte.

## Wirkung
Das Lied wurde in der Öffentlichkeit zwiespältig aufgefasst. Im Zusammenspiel mit dem allgemeinen Einsatz Ina Deters in der Frauenbewegung vermutete man darin vielfach eine militant gesellschaftskritische Botschaft. Sogar Freunde Ina Deters, die ein Passfoto von sich für die Collage auf dem Album-Cover zur Verfügung gestellt hatten, fühlten sich getäuscht. Von den Rundfunksendern wurde Neue Männer braucht das Land zum Teil boykottiert; zumindest bei der Europawelle Saar kam es auf den Index. Der Norddeutsche Rundfunk erstattete Strafanzeige, weil die Zeile „Ich sprüh’s auf jede (Häuser-)Wand“ angeblich einen Aufruf zur Sachbeschädigung beinhaltete. Der Produzent Micki Meuser berichtete 2016, dass er immer noch regelmäßig an Ina Deter gerichtete Hassbekundungen erhalte.
Dennoch entwickelte sich das Textgerüst (Neue) (…) braucht das Land in allen Lebensbereichen schnell zum Geflügelten Wort, ob in der Werbung, als Parole verschiedenster politischer Parteien oder als Zeitungsschlagzeile. Anhand der Verbreitung im gesamten deutschen Sprachraum – bis in die belgische Region Eupen und ins italienische Südtirol – ist zu erkennen, dass das Subjekt dabei nicht unbedingt für Deutschland steht, ebenso wenig wie für Nation. Zudem machte sich die Frauenbewegung den Slogan zu eigen. Ina Deter wollte den Spruch in einem dreijährigen Gerichtsverfahren nach dem Vorbild Vom Winde verweht für sich schützen lassen, jedoch ohne Erfolg.
Im darauffolgenden Album Mit Leidenschaft kreierte Deter nicht erneut einen entsprechend aufsehenerregenden Liedtext. Das 1986 veröffentlichte Album Frauen kommen langsam – aber gewaltig hingegen enthält mit dem gleichnamigen Titellied wieder ein nach dem gleichen Muster aufgebautes Stück, wozu Deter in Aufführungen die Faust emporreckte. Heutzutage gilt Ina Deter mit Neue Männer braucht das Land als typische Vertreterin des One-Hit-Wonders. Das Lied gehört zum Standardrepertoire von Neue-Deutsche-Welle-Partys und -Kompilationen.

## Coverversionen
Außer Versionen von Studiomusikern, die ein Lied für Sampler aufgrund fehlender Lizenzierung des Originals möglichst originalgetreu neu einspielen, und einfacheren Umsetzungen in der Youtube-Kultur können (Stand 2016) lediglich drei Coverversionen von anderen Interpreten aufgezählt werden: 1996 coverte Housemouse das Lied im Stile des Happy Hardcores, 2001 präsentierten Die Parasiten eine Punk- und 2004  L.O.V.E. pres. Valezka eine Contemporary-R&B-Version. Für das 2007 veröffentlichte Album Ein Wunder nahm Deter ihr Lied selbst noch einmal neu auf.